# Колрейн (Міннесота)
Колрейн (англ. Coleraine) — місто (англ. city) в США, в окрузі Ітаска штату Міннесота. Населення — 2006 осіб (2020).

## Географія
Колрейн розташований за координатами 47°16′3″ пн. ш. 93°27′8″ зх. д. / 47.26750° пн. ш. 93.45222° зх. д. (47.267572, -93.452343).  За даними Бюро перепису населення США в 2010 році місто мало площу 43,10 км², з яких 41,77 км² — суходіл та 1,33 км² — водойми.

## Демографія
Згідно з переписом 2010 року, у місті мешкало 1970 осіб у 768 домогосподарствах у складі 550 родин. Густота населення становила 46 осіб/км².  Було 831 помешкання (19/км²).
Расовий склад населення:
| - 95,4 % — білих - 1,5 % — корінних американців - 0,4 % — чорних або афроамериканців - 0,2 % — азіатів |

До двох чи більше рас належало 2,4 %. Частка іспаномовних становила 1,4 % від усіх жителів.
За віковим діапазоном населення розподілялося таким чином: 25,8 % — особи молодші 18 років, 59,5 % — особи у віці 18—64 років, 14,7 % — особи у віці 65 років та старші. Медіана віку мешканця становила 38,8 року. На 100 осіб жіночої статі у місті припадало 103,7 чоловіків;  на 100 жінок у віці від 18 років та старших — 101,5 чоловіків також старших 18 років.
Середній дохід на одне домашнє господарство  становив 67 219 доларів США (медіана — 47 283), а середній дохід на одну сім'ю — 73 547 доларів (медіана — 55 893). Медіана доходів становила 46 964 долари для чоловіків та 31 500 доларів для жінок. За межею бідності перебувало 14,5 % осіб, у тому числі 23,1 % дітей у віці до 18 років та 14,9 % осіб у віці 65 років та старших.
Цивільне працевлаштоване населення становило 911 осіб. Основні галузі зайнятості: освіта, охорона здоров'я та соціальна допомога — 30,3 %, роздрібна торгівля — 12,7 %, мистецтво, розваги та відпочинок — 10,8 %, виробництво — 9,2 %.